# Каммі
«Каммі» — радянський драматичний художній фільм 1991 року, режисера Джаніка Файзієва.

## Сюжет
Єврейська дівчина на ім'я Каммі (Марина Кобахідзе), яка проживає в Ташкенті (батьківщині режисера і сценариста фільму), переживає любовну драму, в якій зійшлися три історії — дві попередні і одна справжня.

## У ролях
- Віктор Вержбицький — головна роль
- Марина Кобахідзе —  Каммі
- Рано Кубаєва —  Рена
- Бахтіяр Закіров — епізод
- Світлана Норбаєва — епізод
- Назім Туляходжаєв — епізод

## Знімальна група
- Режисер — Джанік Файзієв
- Сценарій: Юрій Дашевський, Джанік Файзієв
- Музика: Дмитро Янов
- Оператор: Хамідулла Хасанов